# (59358) 1999 CL158
1999 سي أل 158 (ويعرف أيضًا باسم (59358) 1999 سي أل 158 وفق تسمية الكوكب الصغير) (بالإنجليزية: 1999 CL158)‏ هو كويكب ضمن حزام الكويكبات؛ وترتيبه 59358 من حيث الاكتشاف.
اكتُشف هذا الجُرم الفلكي بواسطة جين لوو في 11 فبراير 1999.

## وصلات خارجية
- (59358) 1999 CL158 في قاعدة بيانات مختبر الدفع النفاث لأجرام النظام الشمسي الصغيرة

- الاكتشاف · مخطط المدار ·  العناصر المدارية · المعلمات المادية

- (59358) 1999 CL158 على موقع ويكي سكاي: DSS2, SDSS, GALEX, IRAS, Hydrogen α, X-Ray, Astrophoto, Sky Map, Articles and images